# Achim Bonte
Achim Bonte (* 12. února 1964 Karlsruhe) je německý filolog, historik a knihovník. Od 1. září 2021 je generálním ředitelem Berlínské státní knihovny. Od roku 2018 do srpna 2021 byl generálním ředitelem Saské zemské a univerzitní knihovny Drážďany (SLUB).

## Život
Po absolvování střední školy v Mannheimu studoval historii a němčinu na univerzitách v Mannheimu, Freiburgu im Breisgau a Basileji. Doktorát summa cum laude získal v roce 1995 za práci o formování politického mínění ve Výmarské republice. Po dokončení své knihovnické stáže v roce 1996 pracoval jako oborový specialista a v různých funkcích vedoucích oddělení v Heidelbergské univerzitní knihovně, než byl v březnu 2004 jmenován zástupcem ředitele. Od srpna 2006 byl zástupcem generálního ředitele SLUB v Drážďanech. K 1. srpnu 2018 převzal vedení knihovny jako nástupce Thomase Bürgera.
24. března 2021 byl správní radou Nadace pruského kulturního dědictví jmenován novým generálním ředitelem Berlínské státní knihovny. Do této funkce nastoupil 1. září 2021. Dne 27. srpna 2021 se mu v SLUBu dostalo slavnostního rozloučení.
Byl zakládajícím předsedou Kitodo e. V., velké vývojové a uživatelské komunity open source digitalizačního softwaru pro knihovny, archivy, muzea a dokumentační centra. Byl členem zemské rady Asociace saských knihoven a hrál důležitou roli při vypracování strukturálního a rozvojového plánu saských akademických knihoven.
V letech 2008 až 2017 vedl redakční tým BIS: Časopis knihoven v Sasku. V letech 2012 až 2021 byl korespondentem společnosti BIOnline. Od roku 2016 je spolueditorem časopisu Bibliothek: Forschung und Praxis, od roku 2021 na stejné pozici v Journal of Library Science and Bibliography (ZfBB).
Achim Bonte je zakládajícím členem Saské knihovnické společnosti založené v roce 2019.